# Michael Jeter
Michael Jeter (Lawrenceburg, Tennessee, 1952. augusztus 26. – Los Angeles, 2003. március 30.) Emmy- és Tony-díjas amerikai színész.

## Élete és pályafutása
1952. augusztus 26-án született a Tennessee állambeli Lawrenceburgben, Virginia Raines háziasszony és William Claud Jeter fogorvos gyermekeként. Jeternek egy fiútestvére és négy nővére volt.
A Memphis Állami Egyetemen (jelenleg a Memphis Egyetem) tanult, kezdetben orvostudományt, majd színjátszást. Karrierjét színházi színészként kezdte, játszott Memphisben, később a Maryland állambeli Baltimore-ban is. Az 1979-es Hair című filmben szerepelt először mozivásznon, ezt követően számos mozifilmben és televíziós sorozatban szerepelt. Többnyire mellékszereplőként és karakterszínészként volt ismert.
Nyíltan vállalta homoszexualitását, 1995-től 2003-ban bekövetkezett haláláig Sean Blue-val élt együtt.

## Halála
2003. március 30-án, 50 éves korában hunyt el hollywoodi otthonában. Bár HIV-pozitív volt, partnere, Sean Blue nyilvánosan kijelentette, hogy Jeter halálát nem az AIDS, hanem epilepsziás rohamok okozták.

## Filmográfia

### Film
| Év   | Magyar cím                             | Eredeti cím                     | Szerep                            | Magyar hang      |
| ---- | -------------------------------------- | ------------------------------- | --------------------------------- | ---------------- |
| 1979 | Hair                                   | Hair                            | Woodrow Sheldon                   |                  |
| 1981 | Ragtime                                | Ragtime                         | riporter                          |                  |
| 1982 |                                        | Soup for One                    | Mr. Kelp                          |                  |
| 1983 | Zelig                                  | Zelig                           | elsőéves                          |                  |
| 1986 | Pénznyelő                              | The Money Pit                   | Arnie                             |                  |
| 1989 | Nincs irgalom                          | Dead Bang                       | Dr. Krantz                        |                  |
| 1989 | Tango és Cash                          | Tango & Cash                    | Skinner                           | Kautzky József   |
| 1990 | A halál keresztútján                   | Miller's Crossing               | Adolph                            |                  |
| 1990 |                                        | Just Like in the Movies         | Vernon                            |                  |
| 1991 | A halászkirály legendája               | The Fisher King                 | hajléktalan kabaréénekes          | Kerekes József   |
| 1993 | Elbaltázott bankrablás                 | Bank Robber                     | eladó                             |                  |
| 1993 | Apáca show 2. – Újra virul a fityula   | Sister Act 2: Back in the Habit | Ignatius atya                     | Csuja Imre       |
| 1994 | Halálugrás                             | Drop Zone                       | Earl Leedy                        | Verebély Iván    |
| 1995 | Waterworld – Vízivilág                 | Waterworld                      | Gregor                            | Balázs Péter     |
| 1995 | Waterworld – Vízivilág                 | Waterworld                      | Szersén Gyula                     |                  |
| 1997 | Szájkosaras kosaras                    | Air Bud                         | Norm Snively                      | Galkó Balázs     |
| 1997 | Egértanya                              | Mouse Hunt                      | Quincy Thorpe                     | Zana József      |
| 1998 | Félelem és reszketés Las Vegasban      | Fear and Loathing in Las Vegas  | L. Ron Bumquist                   | Rajhona Ádám     |
| 1998 | A csonttörő                            | The Naked Man                   | Sticks                            | Mihályi Győző    |
| 1998 | Egy nehéz nap                          | Thursday                        | Dr. Jarvis                        | Cs. Németh Lajos |
| 1998 | Egy nehéz nap                          | Thursday                        | Dr. Jarvis                        | Kertész Péter    |
| 1998 | Zack és Reba                           | Zack and Reba                   | Oras                              |                  |
| 1998 | Patch Adams                            | Patch Adams                     | Rudy                              | Forgács Gábor    |
| 1999 | Az igazság napja                       | True Crime                      | Dale Porterhouse                  | Pathó István     |
| 1999 | Hazudós Jakab                          | Jakob the Liar                  | Avron                             | Imre István      |
| 1999 | Halálsoron                             | The Green Mile                  | Eduard 'Del' Delacroix            | Megyeri Zoltán   |
| 2000 | Kelet vadnyugat                        | South of Heaven, West of Hell   | Jude bácsi                        | Csuha Lajos      |
| 2000 | Rossz álmok                            | The Gift                        | Gerald Weems                      | Rudas István     |
| 2001 | Jurassic Park III.                     | Jurassic Park III               | Udesky                            | Rudas István     |
| 2002 | Széftörők                              | Welcome to Collinwood           | Toto                              | Szacsvay László  |
| 2002 | Széftörők                              | Welcome to Collinwood           | Toto                              | Harsányi Gábor   |
| 2003 | Fegyvertársak (posztumusz megjelenés)  | Open Range                      | Percy                             | Kapácsy Miklós   |
| 2004 | Polar Expressz (posztumusz megjelenés) | The Polar Express               | Smokey / Steamer (motion capture) |                  |

### Televízió
| Év        | Magyar cím                    | Eredeti cím             | Szerep                        | Megjegyzés           |
| --------- | ----------------------------- | ----------------------- | ----------------------------- | -------------------- |
| 1979      |                               | My Old Man              | George Gardner                | tévéfilm             |
| 1980      |                               | Another World           | Arnie Gallo                   | ismeretlen epizódok  |
| 1980      | Most és mindörökké            | From Here to Eternity   | Ridgley közlegény             | ismeretlen epizódok  |
| 1980      |                               | Lou Grant               | Max Galt                      | 1 epizód             |
| 1981      |                               | Alice at the Palace     | Caterpillar / Dormouse        | tévéfilm             |
| 1986      |                               | Night Court             | csaló                         | 1 epizód             |
| 1987      |                               | Designing Women         | Calvin Klein                  | 1 epizód             |
| 1988      |                               | Crime Story             | Michael Gaspari szenátor      | 1 epizód             |
| 1988      |                               | Hothouse                | Dr. Art Makter                | 7 epizód             |
| 1990–1994 | Kisvárosi mesék               | Evening Shade           | Herman Stiles                 | 98 epizód            |
| 1993–1995 | Kisvárosi rejtélyek           | Picket Fences           | Peter Lebeck                  | 3 epizód             |
| 1993      | San Franciscó-i történetek    | Tales of the City       | Carson Callas                 | 3 epizód             |
| 1993      |                               | Gypsy                   | Goldstone                     | tévéfilm             |
| 1994      |                               | Aladdin                 | Runtar                        | 1 epizód             |
| 1995      | Chicago Hope kórház           | Chicago Hope            | Bob Ryan                      | 1 epizód             |
| 1996      |                               | Dream On                | Dr. Enoch                     | 1 epizód             |
| 1996      | Szeleburdi Susan              | Suddenly Susan          | Lawrence Rosewood             | 1 epizód             |
| 1996      | Télanyó                       | Mrs. Santa Claus        | Arvo                          | tévéfilm             |
| 1996      |                               | The Boys Next Door      | Arnold Wiggins                | tévéfilm             |
| 1997      |                               | Duckman                 | Dr. William Blay (hangja)     | 1 epizód             |
| 1997      |                               | Second Noah             | csirkeember                   | 1 epizód             |
| 1997      |                               | Murphy Brown            | Vic                           | 1 epizód             |
| 1997      | Johnny Bravo                  | Johnny Bravo            | Lawrence a teve (hangja)      | 1 epizód             |
| 1998–1999 | A Thornberry család           | The Wild Thornberrys    | Biederman (hangja)            | 4 epizód             |
| 1998      |                               | Veronica's Closet       | Edwin Murloff                 | 1 epizód             |
| 1998      |                               | The Ransom of Red Chief | Bill Driscoll                 | tévéfilm             |
| 1999      | Angyali érintés               | Touched by an Angel     | Gus Zimmerman                 | 1 epizód             |
| 2000–2003 | Szezám utca                   | Sesame Street)          | Mr. Noodle bátyja, Mr. Noodle | Elmo világa szegmens |
| 2002      | Harmadik típusú emberrablások | Taken                   | William Jeffries              | 1 epizód             |
| 2002      | Hé, Arnold!                   | Hey Arnold!             | Nate Horowitz (hangja)        | 1 epizód             |

## Fordítás
- Ez a szócikk részben vagy egészben  a   Michael Jeter című angol Wikipédia-szócikk fordításán alapul.  Az eredeti cikk szerkesztőit annak laptörténete sorolja fel. Ez a jelzés csupán a megfogalmazás eredetét és a szerzői jogokat jelzi, nem szolgál a cikkben szereplő információk forrásmegjelöléseként.